# Scaphytopius marginifrons
Scaphytopius marginifrons är en insektsart som beskrevs av Delong 1943. Scaphytopius marginifrons ingår i släktet Scaphytopius och familjen dvärgstritar. Inga underarter finns listade i Catalogue of Life.